# Phymactis polydactyla
Phymactis polydactyla är en havsanemonart som beskrevs av Hutton 1878. Phymactis polydactyla ingår i släktet Phymactis och familjen Actiniidae. Inga underarter finns listade i Catalogue of Life.